# Kanamemo
Kanamemo (jap. かなめも) ist eine japanische Yonkoma-Reihe, die von Shōko Iwami geschrieben und illustriert wurde. Der Manga erscheint seit dem 19. April 2007 innerhalb des Manga-Magazins Manga Time Kirara Max, das von Hōbunsha herausgegeben wird.
Das Animationsstudio feel adaptierte Kanamemo im Jahr 2009 als Anime-Fernsehserie, die seit dem 5. Juli 2009 übertragen wird.

## Handlung
Nachdem die elternlose Mittelschülerin Nakamachi Kana auch noch ihre Großmutter verliert, ist sie plötzlich ganz allein und verlässt ihr einstiges Zuhause. Sie kommt zufällig an dem Zeitungsladen Fushin Shinbun (風新新聞) vorbei, der von selbstsicheren Bishōjos geführt wird und wo eine Arbeitsstelle ausgeschrieben ist. Vom ersten Eindruck schockiert versucht sie andernorts eine Anstellung zu finden, allerdings scheitern ihre Versuche aus verschiedenen Gründen; zum Beispiel, weil sie zu jung ist oder weil sie keinen Vormund hat, der für sie bürgen könnte. Bereits darauf gefasst, die Nacht im Freien verbringen zu müssen, wird sie plötzlich von Yume angefahren, die gerade mit dem Austragen der Zeitungen fertig ist. Sie kommt im Zeitungsladen wieder zu sich und beschließt, die Stelle anzunehmen, um nicht hungern zu müssen, obwohl ihr die anderen, teils von sexuellen Begierden getriebenen, Mädchen suspekt sind. Die Geschichte beschreibt im Weiteren ihr neues Leben an einem nicht ganz gewöhnlichen Arbeitsplatz.

## Charaktere
Kana Nakamachi (中町 かな, Nakamachi Kana)
Sie ist die Protagonistin der Geschichte und hat all ihre Familienangehörigen verloren. Als recht schüchternes, aber liebevolles Mädchen hat sie mit der Gewöhnung an ihr neues Leben als Mitarbeiterin der Fushin Shinbun zu kämpfen.
Saki Amano (天野 咲妃, Amano Saki)
Sie ist die stellvertretende Chefin der Fushin Shinbun, obwohl sie noch die Grundschule besucht. Sie ist sehr ernst und ermahnt ständig die anderen Mädchen, wenn sie ihre Pflichten vernachlässigen. Dabei droht sie ihnen auch Gehaltskürzungen an.
Yume Kitaoka (北岡 ゆめ, Kitaoka Yume)
Yume arbeitet als Austrägerin, während sie gleichzeitig als den Beruf eines Pâtissier erlernt. Jedoch hat sie die Angewohnheit, beim Kochen übermäßig viel Zucker zu verwenden (z. B. 2 ganze Packungen, statt zwei Löffel). Sie besitzt eine enge Yuri-Liebesbeziehung zu Yūki.
Yūki Minami (南 ゆうき, Minami Yūki)
Sie arbeitet ebenfalls als Austrägerin. Normalerweise besitzt sie eine sehr stille und gelassene Persönlichkeit, es sei denn, jemand kommt Yume zu nahe oder Yume selbst begeistert sich für auch nur einen Moment für ein anderes Mädchen.
Haruka Nishida (西田 はるか, Nishida Haruka)
Sie ist eine Studentin, die biologische Fermentation studiert und dadurch eine Vorliebe zu selbst gebrautem Sake entwickelt, den sie auch mit den anderen, teils noch minderjährigen Mädchen teilt. Durch ihren übermäßigen Konsum ist sie daher auch meist betrunken und vergeht sich im Rausch an den anderen Mädchen. Sie scheint in der Lage zu sein, aus beliebigen biologischen Substanzen genießbare Getränke herzustellen, die allerdings meist alkoholisch sind und die sie ihren Freunden zur Probe verabreicht.
Hinata Azuma (東 ひなた, Azuma Hinata)
Ebenfalls als Austrägerin eingestellt, besitzt Hinata eine sehr sorglose Art, mit ihrem Leben umzugehen. So investiert sie ihr Geld in Glücksspiele und versuchte bereits zweimal, die Aufnahmeprüfung einer Universität zu schaffen. Ihr geplanter dritter Versuch wird von den anderen als ebenfalls sinnlos betrachtet.

## Entstehung und Veröffentlichungen
Der Manga im Stile eines Yonkoma wird von Shōko Iwami geschrieben. Erstmals wurde er in dem japanischen Manga-Magazin Manga Time Kirara Max veröffentlicht, das von Hōbunsha herausgegeben wird. Dort läuft der noch immer fortgeführte Manga seit dem 19. Juni 2007. Die bisher veröffentlichten Kapitel wurden bisher (Stand: 15. November 2010) zu drei Tankōbon-Ausgaben zusammengefasst. Die vierte Ausgabe soll am 27. November 2010 erscheinen.
- Bd. 1: ISBN 978-4-8322-7725-0, 27. August 2008
- Bd. 2: ISBN 978-4-8322-7791-5, 26. März 2009
- Bd. 3: ISBN 978-4-8322-7844-8, 26. September 2009

## Anime
In der Märzausgabe (19. Januar 2009) von Manga Time Kirara Max wurde die Umsetzung von Kanamemo als Anime-Fernsehserie bekannt gegeben. Das Animationsstudio feel. adaptierte darauf die Manga-Reihe als 13-teilige Serie. Regie führte Shigehito Takayanagi, während das Charakterdesign von Shin’ichi Tatsuta nach Vorlage des Yonkomas nochmals überarbeitet wurde. Das Drehbuch der Serie wurde von Rika Nakase geschrieben. TV Tokyo übertrug die Serie erstmals seit dem 5. Juli 2009. Einige Tage später begannen auch Sender wie AT-X, TV Aichi, TV Hokkaido, TV Ōsaka oder TV Setouchi mit der Ausstrahlung.
Den Vorspann der Serie wurde mit dem Titel Kimi e to Tsunagu Kokoro (君へとつなぐココロ) unterlegt, der von den Seiyū der Serie Aki Toyosaki, Kaoru Mizuhara und Rie Kugimiya gesungen wurde. Der Abspann verwendete den Titel YAHHO!!, der ebenfalls von einer der Seiyū, Yui Horie gesungen wurde.

### Synchronisation
| Rolle          | japanischer Sprecher (Seiyū) |
| -------------- | ---------------------------- |
| Kana Nakamachi | Aki Toyosaki                 |
| Saki Amano     | Kaoru Mizuhara               |
| Yume Kitaoka   | Ryō Hirohashi                |
| Yūki Minami    | Aya Endo                     |
| Haruka Nishida | Yui Horie                    |
| Hinata Azuma   | Eri Kitamura                 |
| Mika Kujiin    | Rie Kugimiya                 |